# Гироскоп

Иллюстрация к основному свойству 3-степенного гироскопа — гироскопа в кардановом подвесе. При нулевом моменте, воздействующем на ось гироскопа, её направление в пространстве остается неизменным

Анимация прецессии механического гироскопа. Опрокидывающий момент вызывает прецессию, перпендикулярную к вектору момента

Гироско́п (от др.-греч. γῦρος «круг» + σκοπέω «смотрю») — устройство, способное реагировать на изменение углов ориентации тела, на котором оно установлено, относительно инерциальной системы отсчёта. Простейший пример гироскопа — юла (волчок).
Термин впервые введен Ж. Фуко в своём докладе в 1852 году во Французской академии наук. Доклад был посвящён способам экспериментального обнаружения вращения Земли в инерциальном пространстве. Этим и обусловлено название «гироскоп».

## История

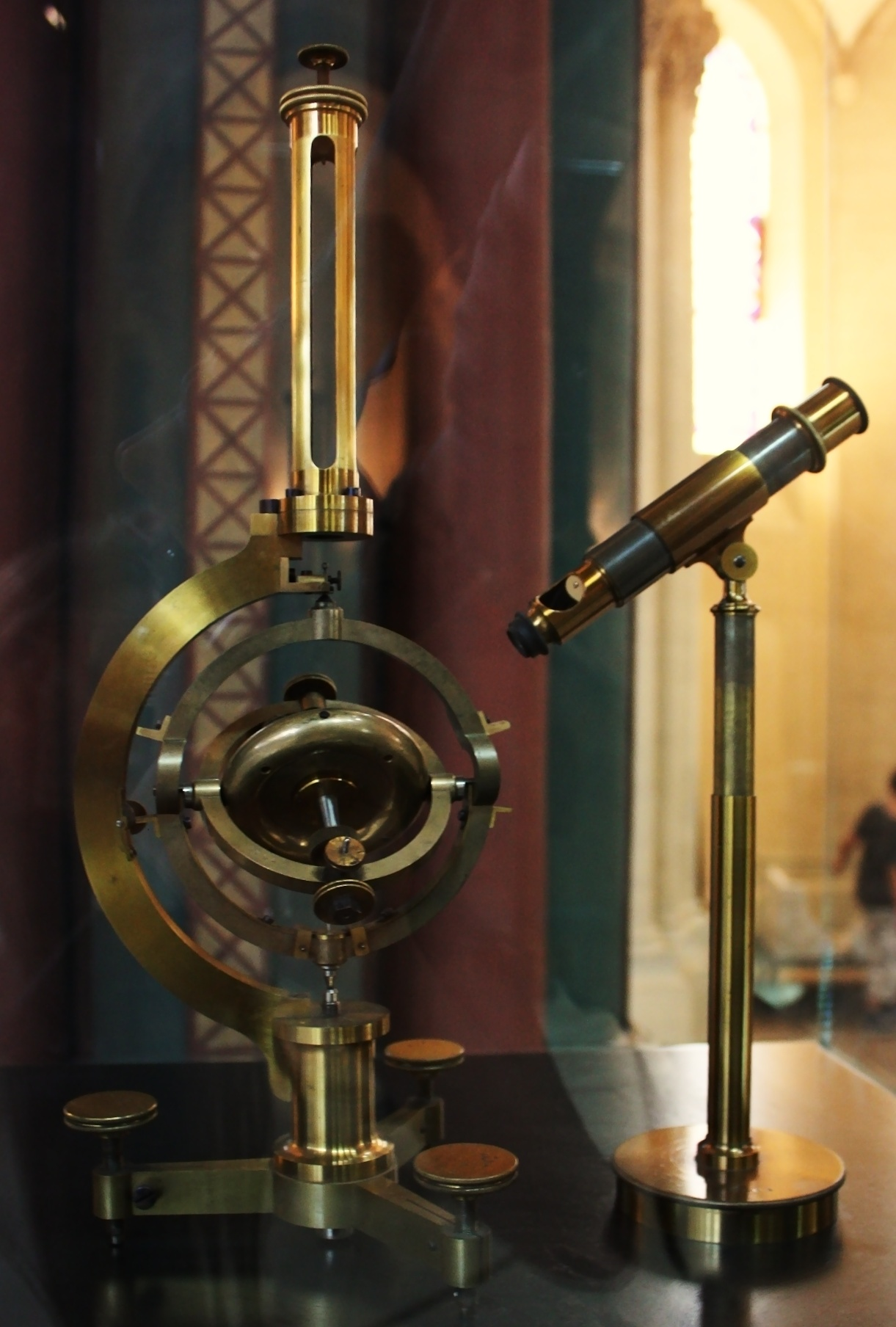
Гироскоп, изобретённый Фуко (построил Дюмолен-Фромент, 1852)

До изобретения гироскопа человечество использовало различные методы определения направления в пространстве. Издавна люди ориентировались визуально по удалённым предметам, в частности, по Солнцу. Уже в древности появились первые приборы, основанные на гравитации: отвес и уровень. В средние века в Китае был изобретён компас, использующий магнетизм Земли. В Древней Греции были созданы астролябия и другие приборы, основанные на положении звёзд.
С помощью гироскопа наблюдается явление прецессии.
Гироскоп изобрёл Иоанн Боненбергер и опубликовал описание своего изобретения в 1817 году. Однако французский математик Пуассон ещё в 1813 году упоминает Боненбергера как изобретателя этого устройства. Главной частью гироскопа Боненбергера был вращающийся массивный шар в кардановом подвесе. В 1832 году американец Уолтер Р. Джонсон придумал гироскоп с вращающимся диском. Французский учёный Лаплас рекомендовал это устройство в учебных целях. В 1852 году французский учёный Фуко усовершенствовал гироскоп и впервые использовал его как прибор, показывающий изменение направления (в данном случае — Земли), через год после изобретения маятника Фуко, тоже основанного на сохранении вращательного момента. Именно Фуко придумал название «гироскоп». Фуко, как и Боненбергер, использовал карданов подвес. Не позже 1853 года Фессель изобрёл другой вариант подвески гироскопа.
Преимуществом гироскопа перед более древними приборами являлось то, что он правильно работал в сложных условиях (плохая видимость, тряска, электромагнитные помехи). Однако вращение гироскопа быстро замедлялось из-за трения.
Во второй половине XIX века было предложено использовать электродвигатель для разгона и поддержания вращения гироскопа. Впервые на практике гироскоп был применён в 1880-х годах инженером Обри для стабилизации курса торпеды. В XX веке гироскопы стали использоваться в самолётах, ракетах и подводных лодках вместо компаса или совместно с ним.

## Классификация
Основные типы гироскопов по количеству степеней свободы:
- двухстепенные,
- трехстепенные.

Основные два типа гироскопов по принципу действия:
- механические гироскопы,
- оптические гироскопы.

Также проводятся исследования по созданию ядерных гироскопов, использующих ЯМР для отслеживания изменения спина атомных ядер.

### Механические гироскопы
Среди механических гироскопов выделяется ро́торный гироско́п — быстро вращающееся твёрдое тело (ротор), ось вращения которого может свободно изменять ориентацию в пространстве. При этом скорость вращения гироскопа значительно превышает скорость поворота оси его вращения. Основное свойство такого гироскопа — способность сохранять в пространстве неизменное направление оси вращения при отсутствии воздействия на него моментов внешних сил и эффективно сопротивляться действию внешних моментов сил. Это свойство в значительной степени определяется величиной угловой скорости собственного вращения гироскопа.
Впервые это свойство использовал Фуко в 1852 г. для экспериментальной демонстрации вращения Земли. Именно благодаря этой демонстрации гироскоп и получил своё название от греческих слов «вращение», «наблюдаю».

#### Свойства трёхстепенного роторного гироскопа

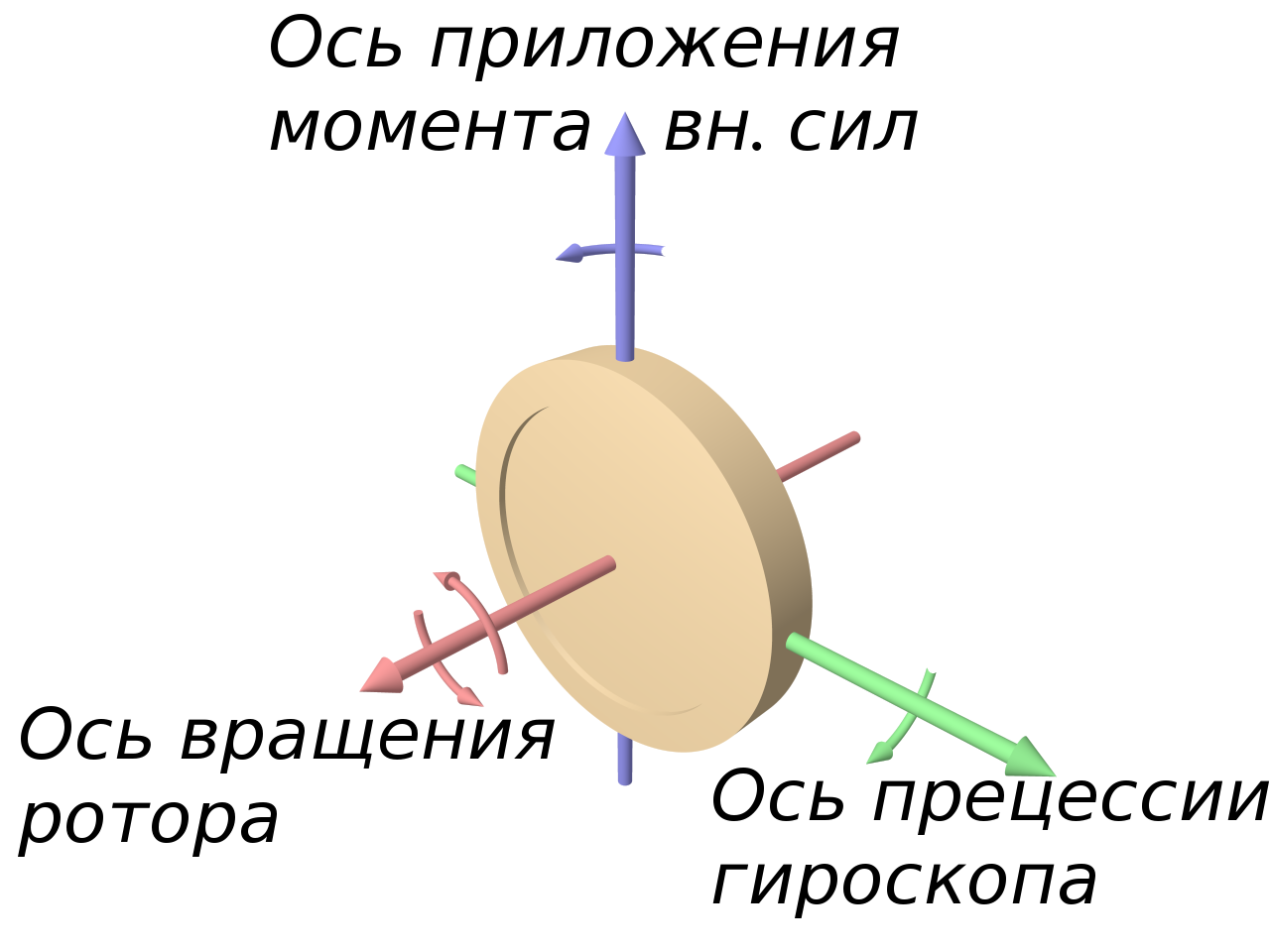
Прецессия механического гироскопа.

При воздействии момента внешней силы вокруг оси, перпендикулярной оси вращения ротора, гироскоп начинает поворачиваться вокруг оси прецессии, которая перпендикулярна моменту внешних сил.
Поведение гироскопа в инерциальной системе отсчёта описывается, согласно следствию второго закона Ньютона, уравнением
{\displaystyle {\vec {M}}={{d{\vec {L}}} \over {dt}},}
где векторы {\displaystyle {\vec {M}}} и {\displaystyle {\vec {L}}} являются, соответственно, моментом силы, действующей на гироскоп, и его моментом импульса.
Изменение вектора момента импульса {\displaystyle {\vec {L}}} под действием момента силы возможно не только по величине, но и по направлению. В частности, момент силы {\displaystyle {\vec {M}}}, приложенный перпендикулярно оси вращения гироскопа, то есть перпендикулярный {\displaystyle {\vec {L}}}, приводит к движению, перпендикулярному как {\displaystyle {\vec {M}}}, так и {\displaystyle {\vec {L}}}, то есть к явлению прецессии. Угловая скорость прецессии {\displaystyle {\vec {\Omega }}_{P}} гироскопа определяется его моментом импульса и моментом приложенной силы:
{\displaystyle {\vec {M}}={\vec {\Omega }}_{P}\times {\vec {L}},}
то есть {\displaystyle {\vec {\Omega }}_{P}} обратно пропорциональна моменту импульса ротора гироскопа или, при неизменном моменте инерции ротора — скорости его вращения.
Одновременно с возникновением прецессии, согласно следствию третьего закона Ньютона, гироскоп начнёт действовать на окружающие его тела моментом реакции, равным по величине и противоположным по направлению моменту {\displaystyle {\vec {M}}}, приложенному к гироскопу. Этот момент реакции называется гироскопическим моментом.
То же движение гироскопа можно трактовать иначе, если воспользоваться неинерциальной системой отсчёта, связанной с кожухом ротора, и ввести в ней фиктивную силу инерции — так называемую кориолисову силу. Так, при воздействии момента внешней силы гироскоп поначалу будет вращаться именно в направлении действия внешнего момента (нутационный бросок). Каждая частица гироскопа будет таким образом двигаться с переносной угловой скоростью вращения вследствие действия этого момента. Но ротор гироскопа, помимо этого, и сам вращается, поэтому каждая частица будет иметь относительную скорость. В результате возникает кориолисова сила, которая заставляет гироскоп двигаться в перпендикулярном приложенному моменту направлении, то есть прецессировать.

#### Вибрационные гироскопы
Вибрационные гироскопы — устройства, сохраняющие направление своих колебаний при повороте основания.

### Оптические гироскопы

Схема лазерного гироскопа. Здесь луч лазера циркулирует с помощью зеркал и постоянно усиливается лазером. Замкнутый контур имеет ответвление в датчик на базе интерферометра

Делятся на лазерные гироскопы (активные оптические), пассивные оптические гироскопы, волоконно-оптические и интегрально-оптические (ВОГ и ИОГ). Принцип действия основан на эффекте Саньяка, открытом в 1913 году. Теоретически он объясняется с помощью СТО. Согласно СТО, скорость света постоянна в любой инерциальной системе отсчёта. В то время как в неинерциальной системе она может отличаться от c. При посылке луча света в направлении вращения прибора и против направления вращения разница во времени прихода лучей (определяемая интерферометром) позволяет найти разницу оптических путей лучей в инерциальной системе отсчёта, и, следовательно, величину углового поворота прибора за время прохождения луча. Величина эффекта прямо пропорциональна угловой скорости вращения интерферометра и площади, охватываемой путём распространения световых волн в интерферометре:
{\displaystyle \Delta t={\frac {4S\Omega }{c^{2}}},}
где {\displaystyle \Delta t} -разность времён прихода лучей, выпущенных в разных направлениях, {\displaystyle S} — площадь контура,{\displaystyle \Omega } — угловая скорость вращения гироскопа.
Так как величина {\displaystyle \Delta t} очень мала, то её прямое измерение с помощью пассивных интерферометров возможно только в волоконно-оптических гироскопах с длиной волокна 500—1000 м. Во вращающемся кольцевом интерферометре лазерного гироскопа можно измерить фазовый сдвиг встречных волн, равный:
{\displaystyle \Delta \varphi ={\frac {8\pi S\Omega }{\lambda c}},}
где {\displaystyle \lambda } — длина волны.

## Применение в технике

Схема простейшего механического гироскопа в карданном подвесе

Свойства гироскопа используются в приборах — гироскопах, основной частью которых является быстро вращающийся ротор, который имеет несколько степеней свободы (осей возможного вращения).
Чаще всего используются гироскопы, помещённые в карданов подвес. Такие гироскопы имеют 3 степени свободы, то есть он может совершать 3 независимых поворота вокруг осей АА', BB' и CC', пересекающихся в центре подвеса О, который остаётся по отношению к основанию A неподвижным.
Гироскопы, у которых центр масс совпадает с центром подвеса O, называются астатическими, в противном случае — статическими гироскопами.
Для обеспечения вращения ротора гироскопа с высокой скоростью применяются специальные гиромоторы.
Для управления гироскопом и снятия с него информации используются датчики угла и датчики момента.
Гироскопы используются в виде компонентов как в системах навигации (авиагоризонт, гирокомпас, ИНС и т. п.), так и в системах ориентации и стабилизации космических аппаратов. При использовании в гировертикали показания гироскопа должны корректироваться акселерометром (маятником), так как из-за суточного вращения Земли и ухода гироскопа происходит отклонение от истинной вертикали. Кроме того, в механических гироскопах может использоваться смещение его центра масс, которое эквивалентно непосредственному воздействию маятника на гироскоп.

### Системы стабилизации
Эти системы необходимы для поддержания желаемого параметра на определённом постоянном уровне. Для этого требуется задание требуемого значения регулируемой величины.
Системы стабилизации бывают трёх основных типов.
- Система силовой стабилизации (на двухстепенных гироскопах).

Для стабилизации вокруг каждой оси нужен один гироскоп. Стабилизация осуществляется гироскопом и двигателем разгрузки, вначале действует гироскопический момент, а потом подключается двигатель разгрузки.
- Система индикаторно-силовой стабилизации (на двухстепенных гироскопах).

Для стабилизации вокруг каждой оси нужен один гироскоп. Стабилизация осуществляется только двигателями разгрузки, но в начале появляется небольшой гироскопический момент, которым можно пренебречь.
- Система индикаторной стабилизации (на трехстепенных гироскопах)

Для стабилизации вокруг двух осей нужен один гироскоп. Стабилизация осуществляется только двигателями разгрузки.
Гироскопический эффект применяется при стабилизации полёта неуправляемых боеприпасов ручного и артиллерийского нарезного оружия путём придания им вращения вокруг продольной оси. Это же может достигаться в некоторых боеприпасах оперением, установленным под определённым углом к продольной оси, к примеру, в реактивных снарядах. В управляемых боеприпасах, в частности, в крылатых ракетах, могут применяться гироскопы.

### Новые типы гироскопов

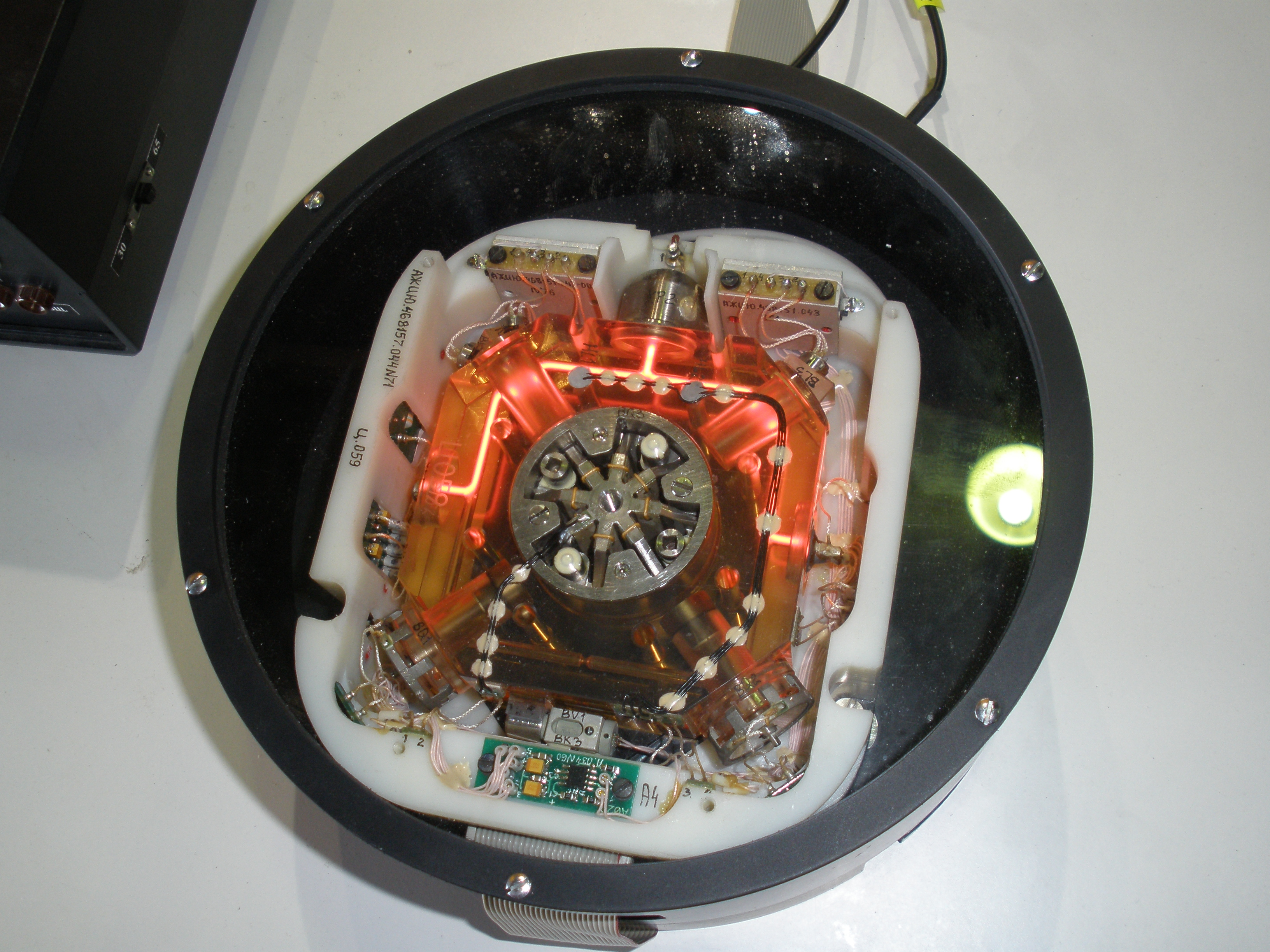
Кольцевой лазерный гироскоп киевского завода «Арсенал» на МАКС-2011

Постоянно растущие требования к точностным и эксплуатационным характеристикам гироприборов заставили ученых и инженеров многих стран мира не только усовершенствовать классические гироскопы с вращающимся ротором, но и искать принципиально новые идеи, позволившие решить проблему создания чувствительных датчиков для измерения и отображения параметров углового движения объекта.
В настоящее время известно более ста различных явлений и физических принципов, которые позволяют решать гироскопические задачи. В США, ЕС, Японии, России выданы тысячи патентов на соответствующие изобретения.
Поскольку прецизионные гироскопы используются в системах наведения стратегических ракет большой дальности, во время холодной войны информация об исследованиях, проводимых в этой области, классифицировалась как секретная.
Перспективным является направление развития квантовых гироскопов.

### Перспективы развития гироскопической навигации
Сегодня созданы достаточно точные гироскопические системы, удовлетворяющие большой круг потребителей. Сокращение средств, выделяемых для военно-промышленного комплекса в бюджетах ведущих мировых стран, резко повысило интерес к гражданским применениям гироскопической техники.
Например, сегодня широко распространено использование микромеханических гироскопов в системах стабилизации автомобилей или видеокамер.
По мнению сторонников таких методов навигации, как GPS и ГЛОНАСС, выдающийся прогресс в области высокоточной спутниковой навигации сделал ненужными автономные средства навигации (в пределах зоны покрытия спутниковой навигационной системы (СНС), то есть в пределах планеты). В настоящее время СНС-системы по параметрам массы, габаритов и стоимости превосходят гироскопические. Однако решение углового положения аппарата в пространстве с использованием СНС-систем (многоантенных) хоть и возможно, но весьма затруднено и имеет ряд значимых ограничений, в отличие от гироскопических систем.
В настоящее время разрабатывается система навигационных спутников третьего поколения. Она позволит определять координаты объектов на поверхности Земли с точностью до единиц сантиметров в дифференциальном режиме при нахождении в зоне покрытия корректирующего сигнала DGPS. При этом якобы отпадает необходимость в использовании курсовых гироскопов. Например, установка на крыльях самолёта двух приёмников спутниковых сигналов, позволяет получить информацию о повороте самолёта вокруг вертикальной оси.
Однако системы СНС оказываются неспособны точно определять положение в городских условиях, при плохой видимости спутников. Подобные проблемы обнаруживаются и в лесистой местности. Кроме того, прохождение сигналов СНС зависит от процессов в атмосфере, препятствий и переотражений сигналов. Автономные же гироскопические приборы работают в любом месте — под землёй, под водой, в космосе.
В самолётах СНС оказывается точнее ИНС на длинных участках. Но использование двух СНС-приёмников для измерения углов наклона самолёта даёт погрешности до нескольких градусов. Подсчёт курса путём определения скорости самолёта с помощью СНС также не является достаточно точным.
Поэтому в современных навигационных системах оптимальным решением является комбинация спутниковых и гироскопических систем, называемая интегрированной (комплексированной) ИНС/СНС-системой.
За последние десятилетия эволюционное развитие гироскопической техники подступило к порогу качественных изменений. Именно поэтому внимание специалистов в области гироскопии сейчас сосредоточилось на поиске нестандартных применений таких приборов. Открылись совершенно новые интересные задачи: геологоразведка, предсказание землетрясений, сверхточное измерение положений железнодорожных путей и нефтепроводов, медицинская техника и многие другие.

### Использование в бытовой технике
Значительное удешевление производства МЭМС-датчиков привело к тому, что они все чаще используются в смартфонах и игровых приставках.
Гироскопы применялись в контроллерах для игровых приставок: Sixaxis для Sony PlayStation 3 и Wii MotionPlus для Nintendo Wii и в более поздних. Вместе с гироскопом в них установлен акселерометр.
Изначально единственным датчиком ориентации в смартфонах был трехосевой МЭМС-акселерометр, чувствительный лишь к ускорению. В состоянии относительного покоя он позволял приблизительно оценить направление вектора силы тяготения Земли (g). С 2010 года смартфоны стали дополнительно оснащаться трёхосевым вибрационным МЭМС-гироскопом, одним из первых был iPhone 4. Иногда также устанавливается магнитометр (электронный компас), позволяющий компенсировать дрейф гироскопов.

### Игрушки на основе гироскопа
Самыми простыми примерами игрушек, сделанных на основе гироскопа, являются йо-йо, волчок (юла), спиннер (волчки отличаются от гироскопов тем, что не имеют ни одной неподвижной точки).
Кроме того, существует спортивный гироскопический тренажёр.
Ряд радиоуправляемых вертолётов использует гироскоп.
Минимум три гироскопа нужны для полёта мультикоптеров, в частности квадрокоптеров.